# Jean Shiley
Jean Shiley Newhouse, ameriška atletinja, * 20. november 1911, Harrisburg, Pensilvanija, ZDA, † 11. marec 1998, Los Angeles.
Nastopila je na poletnih olimpijskih igrah v letih 1928 in 1932 v skoku v višino. Leta 1928 je dosegla četrto mesto, leta 1932 pa uspeh kariere z osvojitvijo naslova olimpijske prvakinje. Ob olimpijskem naslovu je postavila še nov svetovni rekord v skoku v višino s 1,65 m, ki je veljal do leta 1939.  